# District de Kemecse
Le district de Kemecse (en hongrois : Kemecsei járás) est un des 13 districts du comitat de Szabolcs-Szatmár-Bereg en Hongrie. Il compte 22 185 habitants et rassemble 11 localités : 9 communes et 2 villes dont Kemecse, son chef-lieu.
Cette entité existait déjà auparavant entre 1950 et 1983 sous le nom de Nyírbogdányi járás.

## Localités
- Berkesz
- Beszterec
- Demecser
- Gégény
- Kemecse
- Kék
- Nyírbogdány
- Nyírtét
- Székely
- Tiszarád
- Vasmegyer